# Neffa
Neffa, pseudonimo di Giovanni Pellino (Scafati, 7 ottobre 1967), è un cantautore, rapper e produttore discografico italiano.
Dopo una prima esperienza come batterista in gruppi hardcore negli anni novanta, è diventato uno dei precursori dell'hip hop italiano.

## Biografia

### Primi anni
Nato a Scafati, in provincia di Salerno, all'età di otto anni si trasferisce con la famiglia a Bologna, dove è cresciuto e risiede, e dove ha iniziato a fare hip hop nell'underground cittadino (in particolare all'Isola nel Kantiere).
Inizia la carriera negli anni ottanta come batterista in diversi gruppi hardcore punk tra cui gli Impact e i Negazione, con cui suona in una tournée negli Stati Uniti con lo pseudonimo di Jeff Pellino, ma esce dalla band prima che, nel 1991, partecipi a Modena alla data italiana dei Monsters of Rock insieme a Metallica e AC/DC. Il nome d'arte del cantante è preso da un giocatore paraguaiano della Cremonese dei primi anni novanta, Gustavo Neffa.

### Anni novanta
Nel 1993 collabora per un tour con i Piombo a Tempo, ovvero Leleprox e Fumo dei Lion Horse Posse, e con Nandu Popu (Isola Posse All Stars, Sud Sound System); durante queste date sperimenta per la prima volta la tecnica del freestyle. Entra a far parte dell'Isola Posse All Stars, collettivo bolognese comprendente salentini, pioniere del fenomeno delle Posse e del primo hip hop italiano, poi confluita in parte nei Sangue Misto, che scelsero una linea hip hop, e in parte nel già avviato progetto Sud Sound System, più propensi al raggamuffin.
Il successo arriva nel 1994 con l'album SxM dei Sangue Misto, pubblicata dall'etichetta indipendente bolognese Century Vox che si occupò di diverse produzioni underground negli anni novanta. Nonostante la notorietà nella scena e le potenzialità, l'album rimase l'unico del gruppo, i cui tre componenti tuttavia collaborarono sempre nei rispettivi album da solisti: Neffa collaborò con Gruff agli album Rapadopa (1993) e Zero Stress (1997) e negli anni duemila partecipò al progetto Katzuma con Deda.
Il 1996 è l'anno di Aspettando il sole, singolo apripista dell'album Neffa & i messaggeri della dopa, prodotto l'anno precedente ma uscito con ritardo per problemi di distribuzione. All'album hanno partecipato noti personaggi della scena hip hop italiana, appunto i Messaggeri (Deda, DJ Gruff, Kaos, Sean, Dre Love, Phase 2, DJ Lugi, Esa, Topcat, Storyteller, F.C.E, Fede, Leftside, Chef Ragoo, Speaker Cenzou, Elise e Giuliano Palma). Nello stesso periodo produsse Fastidio, primo album da solista di Kaos, nel quale duettò in due brani, e partecipò costantemente al programma radiofonico One Two One Two insieme ad Albertino e a J-Ax su Radio Deejay.
Nel 1997 uscì la colonna sonora del film Torino Boys, nella quale Neffa curò gran parte della produzione e presentò i brani Navigherò la notte e Nella luce delle sei, quest'ultimo come SM Clique con Deda.
Nel 1998 venne pubblicato l'album 107 elementi in collaborazione con Deda e Al Castellana, dal quale furono estratti i singoli Non tradire mai, Vento freddo e Navigherò la notte. Nello stesso anno, e fino al 1999, Neffa ricoprì il ruolo di conduttore della trasmissione Sonic trasmessa su MTV; sempre nel 1999 venne pubblicato l'EP Chicopisco, autoprodotto e distribuito dalla Black Out. Tale pubblicazione avrebbe dovuto essere un'anticipazione di un album in studio di Neffa, in uscita in autunno di quell'anno, progetto che non vide mai la luce.
Partecipa anche al remix della hit T'innamorerò di Marina Rei, in duetto con l'artista romana e collabora alla produzione dell'album Merda & melma dei Melma & Merda, gruppo musicale formato da Kaos, Deda e Sean.

### Anni duemila
Agli inizi degli anni duemila, Neffa pubblicò un comunicato in cui dichiarava di aver deciso di adottare un approccio differente a livello compositivo: 
 Ultimo suo residuo nel mondo dell'hip hop di fine decennio furono brani rispettivamente scritti, prodotti e cantati da Francesca Touré e dall'ex Messaggero della Dopa Dre Love, presenti nella colonna sonora di Zora la vampira.
Nel 2001 arrivò la svolta artistica di Neffa, il quale abbandonò l'hip hop per passare alla musica leggera e soul. Nello stesso anno uscì La mia signorina, singolo di lancio di Arrivi e partenze. Il brano ottenne un ottimo successo in radio, divenendo il pezzo più richiesto dell'anno, oltre ad essere incluso nella raccolta della manifestazione canora del Festivalbar 2001. Gli altri singoli estratti dall'album furono Sano e salvo e Alla fermata. L'anno seguente produsse l'album Turbe giovanili, il primo da solista di Fabri Fibra, che spiegò come Neffa un giorno «mi telefonò per dirmi che aveva recuperato delle basi dal suo vecchio hard disk».
Nell'estate 2003 Neffa presentò il singolo Prima di andare via, che divenne subito uno dei principali successi dell'estate, risultando il più trasmesso dai network radiofonici d'Italia, vincendo il premio radiofonico del Festivalbar e che traina l'album. Il momento propizio prosegue con la ballata Quando finisce così e, soprattutto, con la pubblicazione dell'album I molteplici mondi di Giovanni, il cantante Neffa, uscito a ottobre e caratterizzato da sonorità blues, funky, lounge e soul. Nel 2004 si presenta al Festival di Sanremo con Le ore piccole, piazzandosi al nono posto. Sempre nel 2004 è stato testimonial della campagna della Renault per la sicurezza stradale, il "Safe and sound" per la quale ha composto il brano Sto viaggiando verso te.
Nel maggio 2006 esce Il mondo nuovo, singolo apripista dell'album Alla fine della notte. Il disco prosegue, in maniera a volte più ritmata a volte più riflessiva, sulla strada soul del precedente album. Da esso vennero inoltre estratti Cambierà e La notte. Il videoclip di Cambierà viene realizzato interamente in computer grafica, diretto dal regista partenopeo Claudio D'Avascio. Il singolo è inoltre l'unico nella carriera di Neffa a debuttare nella classifica tedesca. Sempre nel 2006 ha recitato in un piccolo ruolo nella prima puntata della prima stagione della serie televisiva L'ispettore Coliandro, oltre ad aver scritto per Mietta il brano Resta qui, estratto dall'album 74100, e ad aver composto le musiche per la colonna sonora del film Saturno contro di Ferzan Özpetek, per il quale ha realizzato il tema principale, intitolato Passione. Quest'ultimo singolo è stato accompagnato da un videoclip diretto da Maria Sole Tognazzi e che ha visto la partecipazione di buona parte del cast del film. Il singolo vince successivamente il Nastro d'argento 2007 come miglior componimento originale. Neffa riceve anche due nomination al David di Donatello per il miglior compositore e David di Donatello per la migliore canzone originale, oltre a ricevere un ottimo riscontro in classifica e soprattutto da parte della critica.
Nel corso del 2007 esce la sua prima raccolta di successi Aspettando il sole, che celebra la carriera del cantante con canzoni sia più datate che più recenti. La raccolta ha un buon successo ed esce in due versioni: una con un disco singolo e l'altra comprensiva di un DVD contenente tutti i videoclip del cantante. Nello stesso anno scrive inoltre per Adriano Celentano il brano Fiori, inserito nell'album Dormi amore, la situazione non è buona. L'anno seguente collabora con i Sud Sound System al brano Chiedersi come mai, contenuto nell'album Dammene ancora, e successivamente partecipa al disco di Deda (Rituals of Life) con lo pseudonimo di Johnny Boy and The Neffertons nei brani Bust a Loose e Let's Do in the Hay.
Nel 2009 esce il singolo Lontano dal tuo sole, che anticipa il sesto album in studio Sognando contromano. L'album ha un buon successo di vendite, grazie anche al secondo singolo Nessuno e al Sognando contromano Tour 2010, partito a metà gennaio in una dozzina di date invernali in cui propose dal vivo le tracce dell'ultimo disco e i successi del passato.

### Anni 2010
Nel 2010 Neffa fonda insieme al rapper J-Ax il duo Due di Picche, pubblicando l'album C'eravamo tanto odiati. Il disco è stato anticipato dal singolo Faccia come il cuore, mentre il secondo è Fare a meno di te in classifica per molte settimane.
Nello stesso anno collabora con la cantante reggae Mama Marjas al brano Sexy Love, contenuto nell'album 90 dell'artista pugliese. Nel 2011 fa da coautore alla canzone Farlo con te (Strappamutande) di J-Ax, oltre a scrivere e comporre il brano L'amore che ho di Emma Marrone, presente nell'album A me piace così della cantante. Inoltre ha composto il testo della canzone Un finale diverso di Marco Mengoni, contenuta in Solo 2.0.
All'inizio del 2013 ritorna sulle scene musicali con un nuovo singolo intitolato Molto calmo, pubblicato l'11 gennaio. Nello stesso periodo collabora con Fabri Fibra al brano Panico (presente nell'album di Fabri Fibra Guerra e pace, uscito il 5 febbraio 2013) e torna come autore con il testo di Cuore nero per Chiara Galiazzo (album Un posto nel mondo). Nel corso dello stesso anno, riceve il disco d'oro dalla FIMI.
Il 24 maggio 2013 è stato pubblicato il secondo singolo Quando sorridi, che viene certificato disco d'oro nel corso dell'anno, e successivamente vengono rivelati il titolo dell'ottavo album in studio, Molto calmo, e la data di pubblicazione, fissata per il 18 giugno 2013. L'album contiene anche due collaborazioni: con Terron Fabio dei Sud Sound System in Luce oro e con il rapper Ghemon in Dove sei, quest'ultimo brano presente soltanto nella versione sull'iTunes Store. Il 16 agosto 2013 viene pubblicato il terzo Dove sei, certificato anch'esso disco d'oro per le oltre 15 000 copie vendute.
Nella classifica degli album più trasmessi dalle radio italiane nel 2013, Neffa si posiziona al secondo posto grazie al successo commerciale dei singoli Molto calmo, Quando sorridi e Dove sei, tutti certificati disco d'oro per aver venduto oltre 15 000 copie e rimasti in classifica airplay per diverse settimane nel corso dell'anno. Il 17 gennaio 2014 è stato pubblicato il quarto e ultimo singolo Per sognare ancora, mentre nel mese di marzo è partito il Sopra le nuvole Tour, che ha visto Neffa esibirsi nelle principali città italiane. Nel giugno dello stesso anno scrive Lungo la riva per Cristina Scuccia, vincitrice di The Voice of Italy, mentre nel corso dello stesso anno ha recitato nel film Numero zero - Alle origini del rap italiano.
Il 27 gennaio 2015 è stato pubblicato il quinto album in studio di J-Ax Il bello d'esser brutti, contenente, tra i vari duetti, quello con Neffa al brano Caramelle, nel mese di giugno è stato pubblicato il singolo Sigarette, presentato da Neffa al Summer Festival 2015 e che ha anticipato l'ottavo album in studio del cantante, intitolato Resistenza, uscito il 4 settembre. Ad anticiparne la pubblicazione è stato anche il singolo Colpisci, uscito il 21 agosto.
Il 13 dicembre 2015 è stata annunciata la sua partecipazione al 66º Festival di Sanremo nella sezione "Campioni" con il brano Sogni e nostalgia.

### Anni 2020
Il 3 febbraio 2021 Neffa ha annunciato il proprio ritorno sulle scene musicali firmando con la Numero Uno. Il primo singolo di questo nuovo percorso è Aggio perzo 'o suonno, realizzato insieme a Coez e pubblicato il 12 dello stesso mese. Il brano si è rivelato essere un estratto di un nuovo album dell'artista, intitolato AmarAmmore e uscito il 2 aprile successivo. Il 30 luglio dello stesso anno ha collaborato con il rapper Thasup al singolo Una direzione giusta, cover del suo brano Lontano dal tuo sole.
Il 12 aprile 2024 Neffa ha pubblicato il singolo Fogliemorte, in collaborazione con Fabri Fibra e segnando il suo ritorno al rap dopo più di 25 anni.
Durante il Festival di Sanremo 2025, il 14 febbraio Neffa ha partecipato alla serata delle cover, esibendosi insieme a Shablo, Guè, Joshua e Tormento, reinterpretando brani significativi della scena urban come Amor de mi vida dei Sottotono e la sua Aspettando il sole. Tre giorni più tardi ha diffuso in anteprima sui social network Littlefunkyintro, pubblicato come singolo il 28 marzo, seguito da Canerandagio il 4 aprile seguente. Essi hanno anticipato l'uscita del suo album Canerandagio parte 1, pubblicato il 18 aprile 2025.

## Discografia
- 1996 – Neffa & i messaggeri della dopa
- 1998 – 107 elementi (con Deda e Al Castellana)
- 2001 – Arrivi e partenze
- 2003 – I molteplici mondi di Giovanni, il cantante Neffa
- 2006 – Alla fine della notte
- 2009 – Sognando contromano
- 2013 – Molto calmo
- 2015 – Resistenza
- 2021 – AmarAmmore
- 2025 – Canerandagio parte 1

### Con i Negazione
- 1990 – 100%

### Con gli Isola Posse All Stars
- 1992 – Passaparola (singolo)

### Con i Sangue Misto
- 1994 – SxM

### Con i Due di Picche
- 2010 – C'eravamo tanto odiati

## Riconoscimenti
- 2007 – Ciak d'oro – Migliore colonna sonora per Saturno contro[22]
- 2007 – European Golden Globe
- 2007 – Nomination David di Donatello per la migliore canzone originale
- 2007 – Nastro d'argento alla migliore canzone originale